# Afonso Furtado
Afonso Furtado ou Afonso Furtado de Mendonça (Loures, Frielas, c. 1347 - Lisboa, c. 1423) foi um militar, diplomata e espião português.

## Biografia
Afonso Furtado foi o primeiro Anadel-Mor dos Besteiros do Conto desde o reinado de D. Fernando I de Portugal e Capitão-Mor do Mar em tempo de D. João I de Portugal e fez parte do seu conselho real.
Desde novembro de 1388 até junho de 1389, está documentado como estando na Inglaterra, numa missão em que foi enviado da coroa portuguesa.
Com o Prior do Crato da Ordem dos Hospitalários, D. Frei Álvaro Gonçalves Camelo, foi enviado por D. João I a Ceuta, examinar a cidade e as suas obras defensivas, na preparação da conquista daquela Praça.
A missão foi dissimulada: o Rei mandava-os como embaixadores à Rainha D. Branca I de Navarra, viúva do Rei D. Martim I da Sicília, para lhe proporem o casamento com o Infante D. Pedro de Portugal, em substituição do Infante D. João de Portugal, como estava assente.
Os dois emissários pararam em Ceuta para fazer aguada e abastecimento de provisões e puderam, à vontade, examinar a cidade. Segundo Fernão Lopes, lá terão ouvido também a profecia de que D. João I um dia conquistaria a cidade.
Prosseguiram a viagem para a Sicília, onde as suas propostas não foram aceites. No seu regresso à Pátria, entregaram ao Rei e ao Conselho um relatório em forma da sua embaixada e, secretamente, um relatório que foi a base da conquista de Ceuta a 15 de agosto de 1415.

## Dados familiares
Segundo Manuel Abranches de Soveral e Manuel Lamas de Mendonça, Afonso Furtado casou a 1.ª vez, antes de 1369, com Maria Miguéis, falecida em 1401 e sepultada na capela de Santa Maria do Paraíso em Alfama. Era tia de Estevão Vasques Filipe, que também exercera o cargo de Anadel-Mor.
Casou pela segunda vez, cerca de 1411, com D. Maria de Mendonça (ou Mendoça), com quem teve só um filho:
- Afonso Furtado de Mendoça, nascido cerca de 1412, e falecido antes de 1475, que sucederia a seu pai no cargo de Anadel-Mor dos Besteiros.[4]